# アレッサンドロ・ガスマン
アレッサンドロ・ガスマン（Alessandro Gassman, 1965年2月24日 - ）は、イタリア・ローマ出身の俳優。

## 略歴
父親はユダヤ系俳優のヴィットリオ・ガスマン、母親はフランス人。17歳の時に父親の監督作品でデビューし、その後フィレンツェで演技を学ぶ。

## 主な出演作品
- 肉体のバイブル/禁断の賛美歌 La Monaca di Monza (1986)
- モニカ・ベルッチのエッチなだけじゃダメかしら? Ostinato destino (1992)
- ゴールデン・ボールズ Huevos de oro (1993)
- 湖畔のひと月 A Month by the Lake (1995)
- サムソンとデリラ Samson and Delilah (1996)
- ハマム Il Bagno turco　(1997)
- クルセイダーズ Crociati (2001) テレビシリーズ
- 法王の銀行家 ロベルト・カルヴィ暗殺事件 I Banchieri di Dio (2002)
- 激動ヨーロッパ戦線 〜ファシズム、ムッソリーニの野望〜 LA GUERRA E FINITA (2002) テレビシリーズ
- トランスポーター2 Transporter 2 (2005)
- ピノキオの大冒険 Pinocchio (2008)
- 女主人の秘密 Il seme della discordia (2008)
- クワイエット・カオス～パパが待つ公園で Caos calmo (2009)
- 恋するローマ 元カレ/元カノ EX (2009)
- ローマ、恋のビフォーアフター Ex - Amici come prima! (2011)
- われらの子供たち I nostri ragazzi (2014)
- 神様の思し召し Se Dio vuole (2015)
- 盗まれたカラヴァッジョ Una storia senza nome (2018)
- 泣いたり笑ったり Croce e delizia (2019)
- 憎むなかれ Non Odiare (2020)